# Acanthaeschna victoria
Acanthaeschna victoria (лат.) — вид насекомых из семейства коромысел (Aeshnidae) или Telephlebiidae, единственный в роде Acanthaeschna. Является редким видом, эндемичным для прибрежных районов как южного, так и северного Нового Южного Уэльса, а также южного Квинсленда. Его естественная среда обитания — марши. Виду угрожает утрата среды обитания, поэтому он считается вымирающим.
Acanthaeschna victoria — большая коричневая стрекоза с характерной тёмной полосой на теле, проходящей от головы до брюшка. Крылья прозрачные с небольшим тёмным пятном на узелке.

## Галерея
- Самка, вид снизу
- Видна широкая тёмная полоска на боку у самки
- Глаза
- Крылья самки
- Крылья самца